# Tethina saigusai
Tethina saigusai är en tvåvingeart som beskrevs av Mitsuhiro Sasakawa 1986. Tethina saigusai ingår i släktet Tethina och familjen Canacidae. Inga underarter finns listade i Catalogue of Life.